# سوق القباقبية

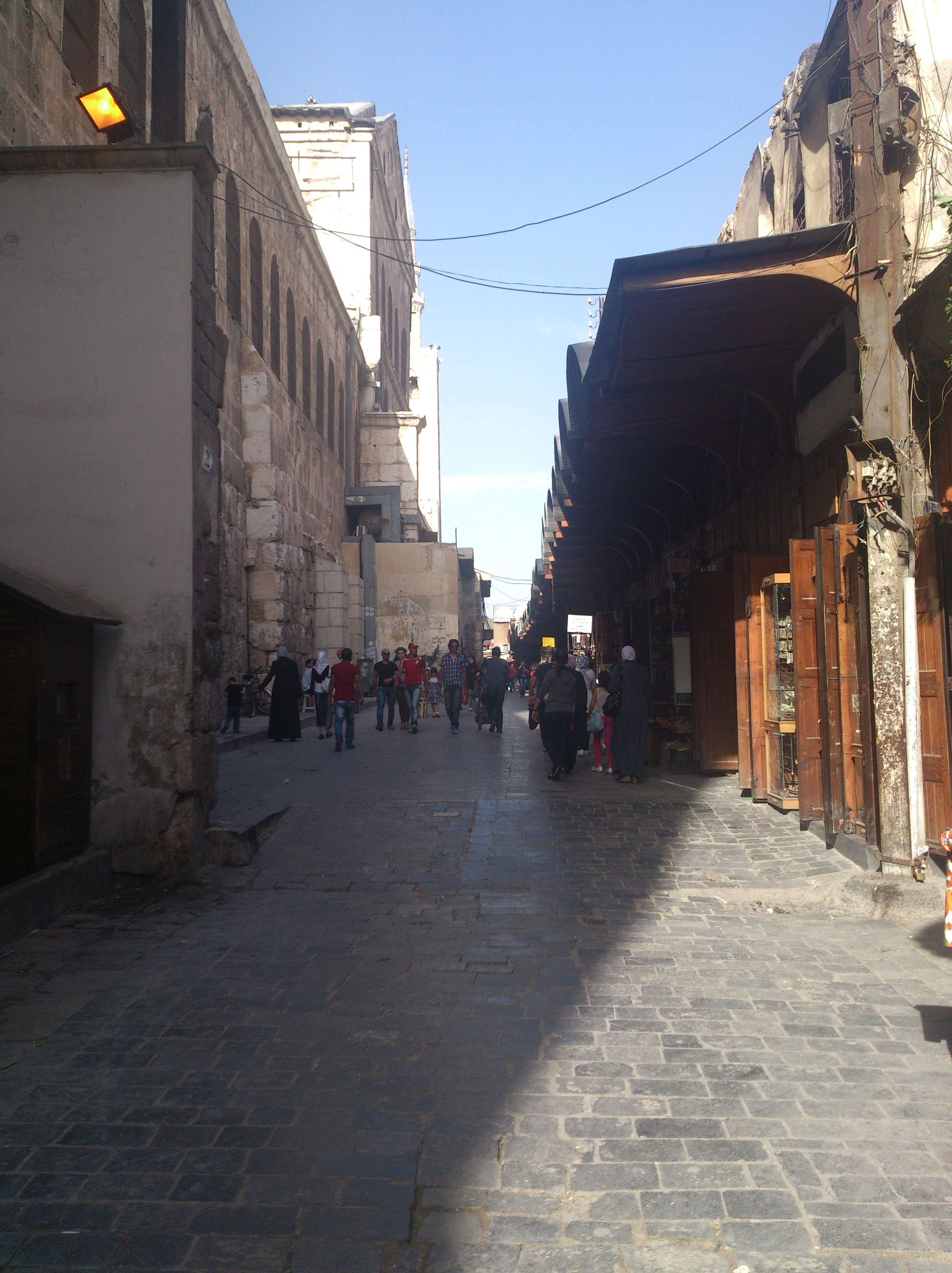
سوق القباقبية

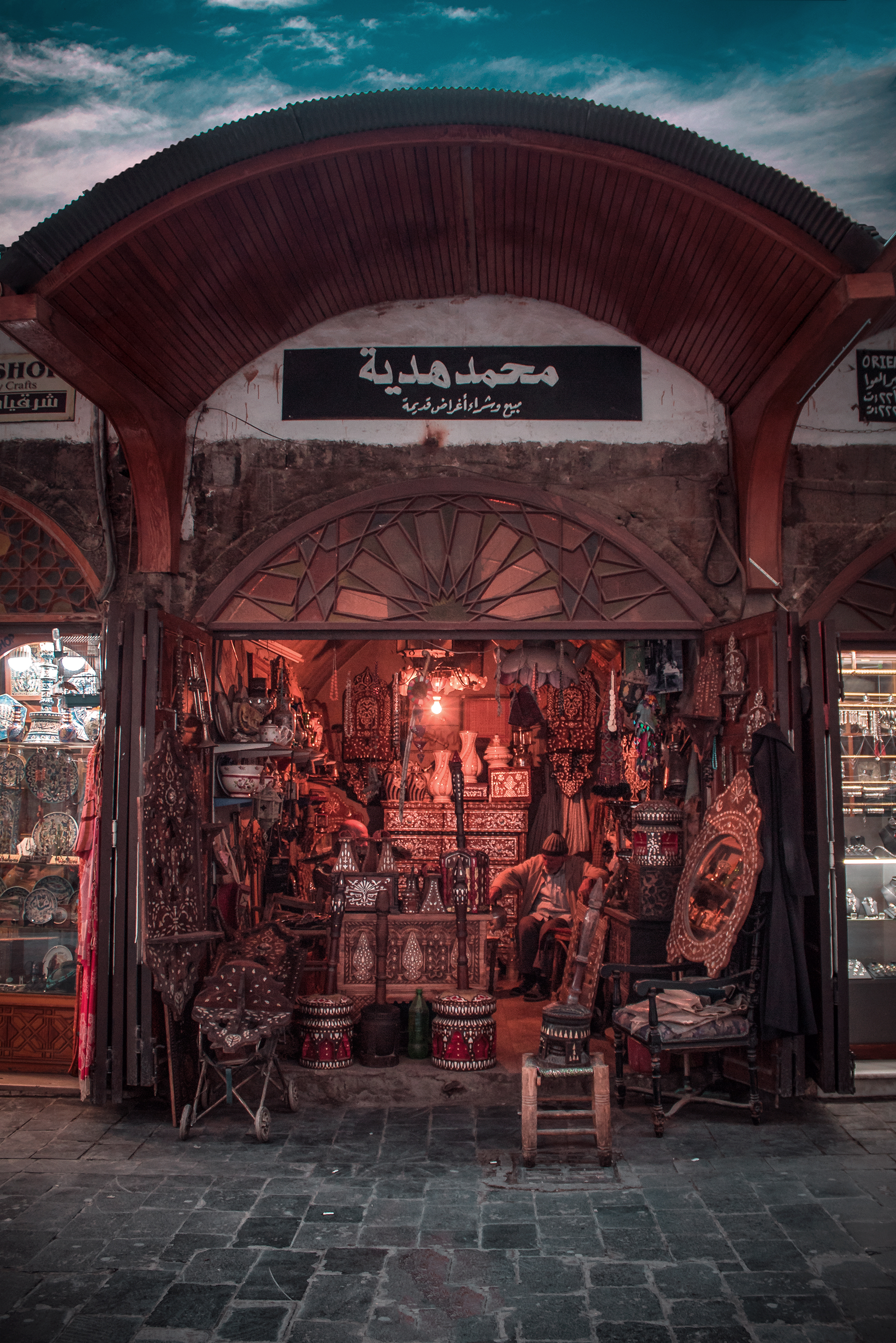
أحد متاجر السوق

سوق القباقبية هو أحد أسواق مدينة دمشق يقع على امتداد الجدار الجنوبي للجامع الأموي، تغير اختصاصه اليوم من صناعة وبيع القباقيب إلى النجارة العربي ومحال للصياغ والعاديات الأثرية.